# Александро-Невский собор (Махачкала)
Александро-Невский собор (Собор во имя святого благоверного князя Александра Невского) — главный православный храм портового города Петровска Дагестанской области, а затем Махачкалы и всего Дагестана. С конца XIX века по 1953 год располагался на Соборной площади (ныне площадь Ленина) в центре города, на месте нынешнего здания правительства Республики Дагестан. 
С конца 2010-х годов обсуждается идея восстановления храма на новом месте.

## История
Строительство собора было начато в 1871 году, но из-за отсутствия средств на его возведение, стройка была приостановлена на 18 лет. В 1888 году благодаря заботам Главноначальствующего на Кавказе Александра Михайловича Дондукова-Корсакова постройка храма возобновилась. Был создан комитет по достройке храма, который занимался сбором пожертвований. Источниками средств на строительство были деньги, собранные настоятелем храма, протоиереем Василием Бекаревичем, и суммы, отпущенные некоторыми военными частями. 30 августа 1891 года храм был освящён протопресвитером военного и морского духовенства Александром Алексеевичем Желобовским.
Представлял собой однопрестольное каменное здание, с одним куполом и звонницей. Вмещал в себя до 1000 человек. Ограда вокруг храма была сделана из старых ружейных стволов, отпущенных военным ведомством. После сноса храма Святителя Николая в Махачкале в 1926 году, в соборе Александра Невского был устроен престол во имя Святителя Николая, а также престол во имя Смоленской иконы Божьей Матери.
Храм располагался на возвышенном берегу Каспийского моря, у подножья горы Анджи-Арка. Представлял собой архитектурную доминанту города. И вместе с Петровским маяком служил прекрасным ориентиром для проплывающих мимо города судов.
Под спудом храма покоились: княгиня О. Д. Долгорукова и строитель храма — протоиерей Василий Бекаревич. (По архивным документам эти данные не прослеживаются)
Последнее богослужение в храме прошло 10 сентября 1938 года. А в мае 1939 год он был окончательно закрыт. Во время Великой Отечественной войны в здании собора размещался склад ГСМ. После 1946 года о передаче здания собора в своё ведение просила махачкалинская городская музыкальная школа, но ей в этом было отказано.

### Уничтожение здания
В 1952 году началась подготовка к сносу собора. В течение первых трёх месяцев 1953 года собор был взорван, а место, где он располагался, застроено комплексом зданий правительства Дагестанской АССР.
Свидетельство о разрушении храма:

Почти целую неделю специалисты из златоглавой возводили высокий забор вокруг храма, затем закладывали шурфы, минируя его изнутри. За час-полтора до взрыва огромный участок по периметру собора был оцеплен всем личным составом 1-го отделения милиции. Даже детей из близлежащих 1,2 и 13 школ было приказано вывести на улицу. Взрыв действительно был такой мощности, что его слышали за многие километры от Махачкалы, но, тем не менее, храм выстоял. Точнее, обрушились лишь купола собора, стены же оставались целыми и почти невредимыми, как будто издеваясь над своими мучителями. Ни на одной из них даже трещинки не образовалось. Тогда взрывники из Москвы стали закладывать заряд мощнее. Уже особо не обращая внимания на конспирацию. Да рядом-то и не было никого. Оцепление-то оставалось на месте, а вот любопытные из числа начальства, как укрылись после первого взрыва в бомбоубежище рядом с пожаркой, так больше и не высовывались наружу, ожидая окончательной развязки ситуации. Второй взрыв был намного мощнее первого. Храм будто вздохнул в последний раз, немного осел, но не развалился. Оставшиеся купола, звонница и другие, вплотную прилегающие к нему строения, как бы вошли вовнутрь, молча подчеркивая своё единение и монолит, но стены вновь выстояли. О силе первых двух взрывов достаточно сказать, что вокруг собора, на довольно-таки приличном расстоянии почти во всех домах вылетели стекла, обрушилась штукатурка, а стены были все в трещинах. Был и третий взрыв который также не дал ожидаемых результатов. После него лишь обломки строения разлетелись в разные стороны, да почему-то вдруг где-то изнутри развалин, раздался звон соборного колокола. Но он был каким-то глухим, непривычным, шел как будто из самой земли и быстро утих. Так по убывающей обычно останавливается биение сердца и наступает смерть. Вот такую картину увидели очевидцы после того, как через несколько минут тучи пыли осели вокруг. От повторных взрывов начальство отказалось, решив разбирать храм вручную.<……> Перед руководством республики встал почти гамлетовский вопрос. Кто будет разбирать руины рухнувшего храма?<……>К концу 1952 года население Махачкалы составляло чуть более 100 тысяч жителей, из которых русских насчитывалось 50-60 тысяч. Так что одно бесспорно, на эту часть населения рассчитывать было бесполезно. Другую часть населения составляли мусульмане. Причем, как сунниты: дагестанцы и чеченцы, так и шииты: персы и азербайджанцы. Малочисленными были иудеи-евреи, армяне, буддисты и т. д. Но нужно было жить в то время или, по крайней мере, внимательно слушать с самого юного возраста рассказы бабушек и дедушек, чтобы хоть приблизительно понять, какие это были люди. Никому из них не пришло бы в голову относиться незаслуженно к человеку лишь потому, что он другой нации или вероисповедания. Это было поколение, которое пережило голод и смерть тридцатых, прошедшее все тяготы войны и разрухи. Они привыкли делиться друг с другом последним куском хлеба, равно как и выручать в трудную минуту из беды. А кто это, земляк, сосед или просто прохожий, абсолютно не имело никакого значения. Потому что мыслили они иначе, нежели сейчас, да и приоритеты были другие. Так могли ли они совершить харам (кстати, впервые, ещё не зная его значения, я услышал это слово от своей бабушки, будучи пятилетним ребёнком, именно в тот момент, когда был взорван собор)? Конечно же, нет. Да судя по архивным документам, на горожан правительство особо и не рассчитывало. У них на этот счет всегда был козырь в рукаве.<……> Дело в том, что это были отбросы преступного мира, которые находились на самом низу его иерархической лестницы— Зугумов З. Бандитская Махачкала. Махачкала, 2009. С.104-106,111

## Святыни
Все церковные ценности были изъяты из храма в 1939 году. Особый исторический и художественный интерес представляли собой иконы «Снятия со креста», «Моление о чаше», «Николая Чудотворца».
Одна из икон храма — «Николая Чудотворца», была выловлена в Каспийском море. Она практически не пострадала находясь в солёной воде. В настоящее время этот образ находится в Свято-Успенском кафедральном соборе города Махачкала.

## Восстановление храма
На месте разрушенного храма на площади Ленина в 2015—2016 годах построен небольшой храм Святого Равноапостольного Князя Владимира.
В конце 2010-х годов началось обсуждение идеи о восстановлении храма Александра Невского на новом месте, возле озера Ак-Гёль. Городские активисты неоднократно выступали против постройки храма, иски о законности закрепления в Плане землепользования Махачкалы участка возле озера как «зоны культовых зданий» рассматривались в Ленинском районном суде и Верховном Суде Дагестана. Хотя работы строительной техники рядом с озером неоднократно начинались, они были прекращены ввиду отсутствия разрешения на строительство.